# Tai’an
Tai’an (chiń. 泰安; pinyin Tài’ān) – miasto o statusie prefektury miejskiej we wschodnich Chinach, w prowincji Szantung, u podnóża góry Tai Shan. W 2010 roku liczba mieszkańców miasta wynosiła 933 760. Prefektura miejska w 1999 roku liczyła 5 385 908 mieszkańców. Ośrodek turystyczny z rozwiniętym przemysłem maszynowym i włókienniczym.

## Geografia
Miasto leży u podnóża Tai Shan we wschodniej części Chin. Występuje tam łagodny i umiarkowany klimat z dość mroźnymi zimami dochodzącymi do -3°, łagodną wiosną oraz jesienią (średnia temperatury 13°) oraz ciepłym latem, gdzie temperatura dochodzi do 26°.
Średnie opady w ciągu roku wynoszą ok. 697 mm.

## Historia
Historia miasta sięga okresu neolitu, kiedy tereny obecnej prowincji Szantung zamieszkiwała ludność grupy Dawenkou, która szeroko rozwinęła własną kulturę na tym obszarze. W okresie Wiosen i Jesieni miasto należało odpowiednio do państwa Qi oraz Li. W ciągu następnych lat odgrywało znaczącą rolę gospodarzą i polityczną wraz z rozwojem i znaczeniem góry Tai.
Obecnie miasto jest ważnym węzłem transportowym leżącym na trasie linii kolejowej Pekin-Szanghaj oraz innymi liniami szybkiej i ekspresowej kolei poruszającej się z północy na południe. Około 120 kilometrów od miasta znajduje się międzynarodowe lotnisko Jinan Yaoqiang, które jest najbliższym dużym lotniskiem obsługującym miasto.

## Edukacja
Tai’an jest także ważnym ośrodkiem edukacyjnym w regionie. Na terenie miasta znajduje się m.in. Akademia Medyczna, w której uczy się ponad 17 000 studentów, Uniwersytet Rolniczy zrzeszający ponad 30 000 studentów oraz Politechnika Tai’an, w której naukę pobiera około 38 000 studentów.